# Flaurling
Flaurling är en ort och kommun i distriktet Innsbruck-Land i förbundslandet Tyrolen i Österrike. Kommunen har 1 306 invånare (2024).